# Fritz Ursell
Fritz Joseph Ursell (* 28. April 1923 in Düsseldorf; † 12. Mai 2012 in Manchester) war ein deutsch-britischer angewandter Mathematiker, der sich mit Hydrodynamik befasste.

## Leben
Ursell, dessen Vater Siegfried Ursell Kinderarzt war, besuchte das Comenius-Gymnasium in Düsseldorf-Oberkassel und kam 1937 als jugendlicher jüdischer Flüchtling vor den Nationalsozialisten nach Großbritannien (seine Eltern und seine Schwester folgten auch). Er besuchte das Clifton College und Marlborough College und studierte ab 1941 mit einem Begabten-Stipendium Mathematik am Trinity College der Universität Cambridge. Er schloss sein Studium 1943 mit einem Bachelor ab. Im Anschluss arbeitete er für die britische Admiralität an Problemen der Wellenvorhersage in einem Team unter dem Chemiker und Ozeanographen George Deacon (1906–1984). Die Arbeiten waren von Bedeutung für die Landungsunternehmen in der Normandie und im Pazifik.
1947 ging er als Post Doctoral Fellow von ICI an die Universität Manchester (ohne dass er je promoviert wurde). Im gleichen Jahr erhielt er eine Fellowship des Trinity College in Cambridge, bat aber um einen dreijährigen Aufschub, um vorerst in Manchester bleiben zu können. 1950 wurde er Lecturer in Cambridge. Dort traf er auch den Hydrodynamiker G. I. Taylor.
1951 war er in den USA, wo er Richard Courant und Kurt Friedrichs in New York und Garrett Birkhoff an der Harvard University traf. 1957/58 war er bei Arthur Ippen am Massachusetts Institute of Technology. Ab 1961 lehrte er wieder an der Universität Manchester als Beyer Professor für Angewandte Mathematik. 1972 wurde er Fellow der Royal Society. 1990 wurde er emeritiert.
Neben verschiedenen Problemen zu Wasserwellen und deren Wechselwirkung mit Strukturen (wie Hindernissen oder Schiffskörpern) veröffentlichte er auch über asymptotische Entwicklungen in der Analysis und theoretische Akustik.

## Ursell-Zahl
Nach ihm ist die Ursell-Zahl in der nichtlinearen Theorie der Oberflächenwellen unter Schwereeinfluss benannt:
{\displaystyle U={\frac {\lambda ^{2}\,H}{h^{3}}}={\frac {H}{h}}\left({\frac {\lambda }{h}}\right)^{2}}
mit {\displaystyle H} der Wellenhöhe (Differenz Wellental-Wellenberg), {\displaystyle h} der mittleren Wassertiefe und {\displaystyle \lambda } der Wellenlänge. Sie gibt bis auf eine Konstante der Größenordnung {\displaystyle {\frac {1}{100}}} das Verhältnis von führendem und nächstführendem Term in der Stokes-Entwicklung (nach George Gabriel Stokes) der Oberflächenauslenkung wieder und ist ein Anhaltspunkt dafür, ob lineare Wellentheorie (für lange Wellen {\displaystyle \lambda \gg h} und {\displaystyle U\ll 100}) oder eine nichtlineare Wellengleichung benutzt werden muss (wie die Korteweg-de-Vries-Gleichung oder die Boussinesq-Gleichung).

## Privates
1959 heiratete er Katharina Renate Zander, die er in New York getroffen hatte und mit der er zwei Töchter hatte.

## Schriften
- The effect of a fixed vertical barrier on surface waves in deep water. In: Math. Proc. Cambridge Phil. Soc., Band 43, 1947, S. 374–382.
- mit Norman Frederick Barber: The Generation and Propagation of Ocean Waves and Swell. I. Wave Periods and Velocities. In: Philosophical Transactions of the Royal Society A, Band 240, 1948, S. 527–560.
- Surface waves on deep water in the presence of a submerged circular cylinder. In: Math. Proc. Cambridge Phil. Soc., Band 46, 1950, S. 141–152, 153–158.
- Trapping modes in the theory of surface waves. In: Math. Proc. Cambridge Phil. Soc., Band 47, 1951, S. 347–358.
- Edge waves on a sloping beach, In: Proc. Roy. Soc. A, Band 214, 1952, S. 79–97.
- The long-wave paradox in the theory of gravity waves. In: Math. Proc. Cambridge Phil. Soc., Band 49, 1953, S. 685–694.
- On Kelvin's ship wave pattern: In: J. Fluid Mech., Band 8, 1960, S. 418–431.
- The transmission of surface waves under surface obstacles. In: Math. Proc. Cambridge Phil. Soc., Band 57, 1961, S. 638–668.
- The decay of free motion of a floating body, In: J. Fluid Mech., Band 19, 1964, S. 305–319.
- On the rigorous foundation of short-wave asymptotics. In: Math. Proc. Cambridge Phil. Soc., Band 62, 1966, S. 227–244.
- Ship Hydrodynamics, Water Waves, and Asymptotics: Collected Papers of F. Ursell, 1946–1992. Advanced Series on Fluid Mechanics. In: World Scientific, 2 Bände, 1994.
- Reminiscences of the early days of the spectrum of ocean waves. In: S G Sajjadi, N .H. Thomas, J. C. R. Hunt (Hrsg.): Wind-over-wave couplings. Perspectives and prospects: In: Oxford University Press, 1999, S. 127–137.